# Diocesi di Elefantaria di Proconsolare
La diocesi di Elefantaria di Proconsolare (in latino Dioecesis Elephantariensis in Proconsulari) è una sede soppressa e sede titolare della Chiesa cattolica.

## Storia
Elefantaria, nell'odierna Tunisia, è un'antica sede episcopale della provincia romana dell'Africa Proconsolare, suffraganea dell'arcidiocesi di Cartagine.
È dubbia l'identificazione di Elefantaria: questa città può essere identificata o con Sidi-Ahmed-Djedidi oppure con le rovine di Sidi-Saïd in Tunisia.
Unico vescovo attribuibile a questa diocesi africana è Miggino, che partecipò al concilio di Cabarsussi, tenuto nel 393 dai massimianisti, setta dissidente dei Donatisti, e ne firmò gli atti. Stefano Antonio Morcelli attribuisce questo vescovo alla diocesi omonima di Elefantaria di Mauritania.
Dal 1933 Elefantaria di Proconsolare è annoverata tra le sedi vescovili titolari della Chiesa cattolica; dal 28 ottobre 2021 il vescovo titolare è António Lungieki Pedro Bengui, vescovo ausiliare di Luanda.

## Cronotassi

### Vescovi
- Miggino † (menzionato nel 393) (vescovo donatista)

### Vescovi titolari
- Andrew Alexis D'Souza † (12 giugno 1967 - 18 gennaio 1971 dimesso)
- Peter Fanyana John Butelezi, O.M.I. † (30 luglio 1972 - 10 luglio 1975 nominato vescovo di Umtata)
- François Xavier Nguyễn Quang Sách † (6 giugno 1975 - 21 gennaio 1988 succeduto vescovo di Đà Nẵng)
- John Mendes † (25 ottobre 1988 - 24 giugno 2005 deceduto)
- Basil Cho Kyu-man (3 gennaio 2006 - 31 marzo 2016 nominato vescovo di Wonju)
- Mandla Siegfried Jwara, C.M.M. (30 aprile 2016 - 9 giugno 2021 nominato arcivescovo di Durban)
- António Lungieki Pedro Bengui, dal 28 ottobre 2021